# Arenophilus psednus
Arenophilus psednus är en mångfotingart som beskrevs av Crabill 1969. Arenophilus psednus ingår i släktet Arenophilus och familjen storjordkrypare. Inga underarter finns listade i Catalogue of Life.